# قانون اساسی جمهوری متحد عربی
قانون اساسی جمهوری متحد عربی قانونی بود که به مدت کوتاهی در جمهوری متحد عربی اعمال شد. این قانون اساسی در ۱۹۵۸ شکل گرفت و ۱۹۶۱ به کار خود پایان داد. طبق این قانون مجلس از ۴۰۰ نماینده مصری و ۲۰۰ نماینده سوری تشکیل می‌شد. نخستین نشست مجلس ۲۱ ژوئیه ۱۹۶۰ و آخرین نشست آن ۲۲ جوئن ۱۹۶۱ بود.